# Отношения Восточного Тимора и Гвинеи-Бисау
Отношения Восточного Тимора и Гвинеи-Бисау — отношения между Восточным Тимором и Гвинеей-Бисау. Гвинея-Бисау и Восточный Тимор поддерживают дружеские отношения. В Гвинее-Бисау немного больше жителей, и она примерно вдвое превышает площадь Восточного Тимора.

## История
Гвинея-Бисау и Восточный Тимор являются бывшими португальскими колониями и членами Содружества португалоязычных стран. Кроме того, обе страны являются членами g7+, организации взаимной поддержки и обмена опытом между странами, считающимися политически нестабильными. Восточный Тимор играет здесь ведущую роль.
В то время как независимость Гвинеи-Бисау была признана Португалией 10 сентября 1974 года после Революции гвоздик, одностороннее провозглашение независимости Восточного Тимора ФРЕТИЛИН 28 ноября 1975 года изначально не было признано Португалией. Гвинея-Бисау была первой африканской страной и одной из двенадцати стран, признавших Восточный Тимор в качестве государства. Через несколько дней Индонезия начала открытое вторжение в Восточный Тимор и оккупировала страну на 24 года.
С тех пор как Восточный Тимор наконец получил независимость в 2002 году, Гвинея-Бисау и Восточный Тимор поддерживали дружеские отношения, особенно в рамках Содружества португалоязычных стран и g7+.
После государственного переворота в Гвинее-Бисау 12 апреля 2012 года Восточный Тимор провел кампанию в Содружестве португалоязычных стран против осуждения переворота и временной приостановки сотрудничества с Гвинеей-Бисау. Правительство и дипломаты Восточного Тимора проявили такую же приверженность Гвинее-Бисау в Организации Объединенных Наций, например, в январе 2017 года, когда Ажио Перейра, восточнотиморский государственный министр. Встреча привлекла больше внимания со стороны международного сообщества к западноафриканской стране. Лауреат Нобелевской премии мира Жозе Рамуш-Орта пытался выступить посредником между конфликтующими сторонами. С 1 января 2013 года по 21 августа 2015 года он был Специальным представителем ООН в Гвинее-Бисау и главой Объединенного отделения ООН по миростроительству в Гвинее-Бисау (ЮНИОГБИС).